# Sèries de La Catedral de Rouen
Les sèries de La Catedral de Rouen són una successió d'obres que va pintar l'impressionista francès Claude Monet a la dècada de 1890. Cadascun dels quadres de les sèries captura la façana de la catedral de Rouen en diferents moments del dia i de l'any i tots ells reflecteixen els canvis en el seu aspecte en diferents condicions d'il·luminació.

## Datació
Les pintures de la catedral de Rouen, més d'una trentena en total, es van pintar els anys 1892 i 1893 a Rouen, Normandia, i després el pintor les va repintar al seu estudi el 1894. Monet va llogar espais a l'altra banda del carrer de la catedral com a estudi temporal. El 1895 va seleccionar els que considerava els vint millors quadres de la sèrie per exposar-los a la galeria del seu distribuïdor parisenc i en va vendre vuit abans que finalitzés l'exposició. Camille Pissarro i Paul Cézanne van visitar la mostra i van lloar la sèrie.
Des del punt de vista històric, el tema va tenir un bon encaix. A principis de la dècada de 1890 França estava recuperant l'interès pel catolicisme i el fet de pintar una de les seves principals catedrals va ser ben rebut. A banda de la seva importància religiosa, es pot considerar que la catedral de Rouen, d'estil gòtic, representava tot allò més destacable en la història i la cultura franceses, ja que es tractava d'un estil d'arquitectura admirat i adoptat per molts països europeus durant l'edat mitjana.

## Tractament de la llum
Quan Monet va pintar la sèrie de la catedral de Rouen ja feia temps que observava i investigava la manera com la llum imparteix a un tema un caràcter ben diferent en segons el moment del dia i de l'any i a mesura que canvien les condicions atmosfèriques. Per a Monet, els efectes de la llum sobre un tema van esdevenir tan importants com el propi subjecte. Igual que en les seves altres sèries (com els famosos nenúfars), en què Monet va pintar moltes vistes del mateix tema en diferents condicions d'il·luminació, aquestes obres són un intent d'il·lustrar la importància de la llum en la nostra percepció d'un subjecte en un moment i lloc determinats.

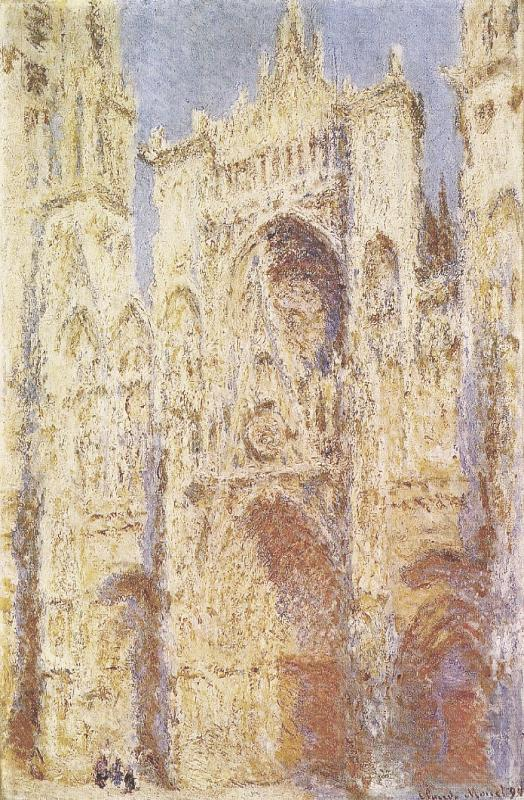
Catedral de Rouen, façana oest, Llum solar, 1892. National Gallery of Art de Washington.
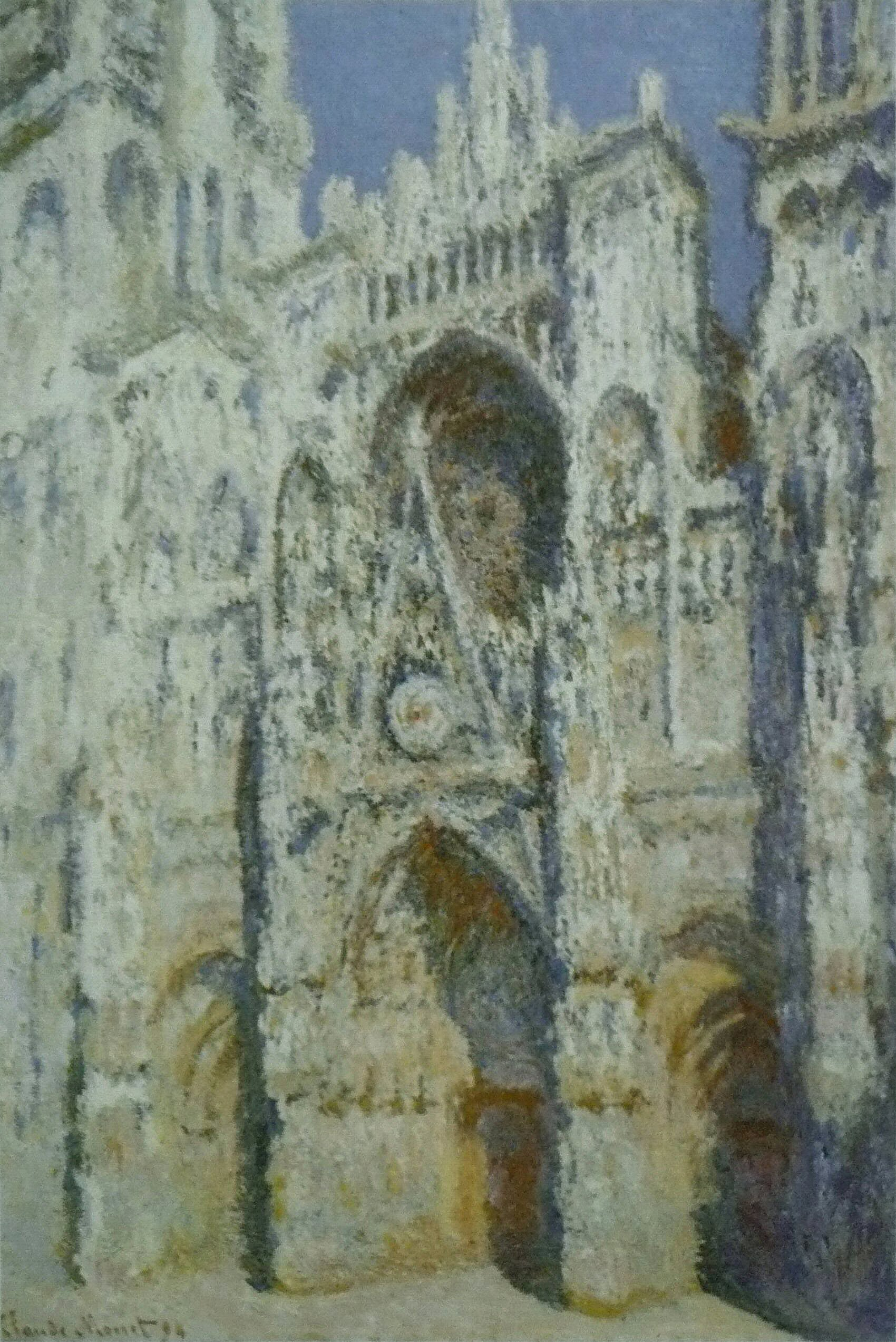
La Cathédrale de Rouen, Le portail et la Sant de gira-Romain, plein soleil; harmonie bleue, 1892-1893. Musée d'Orsay de Paris.
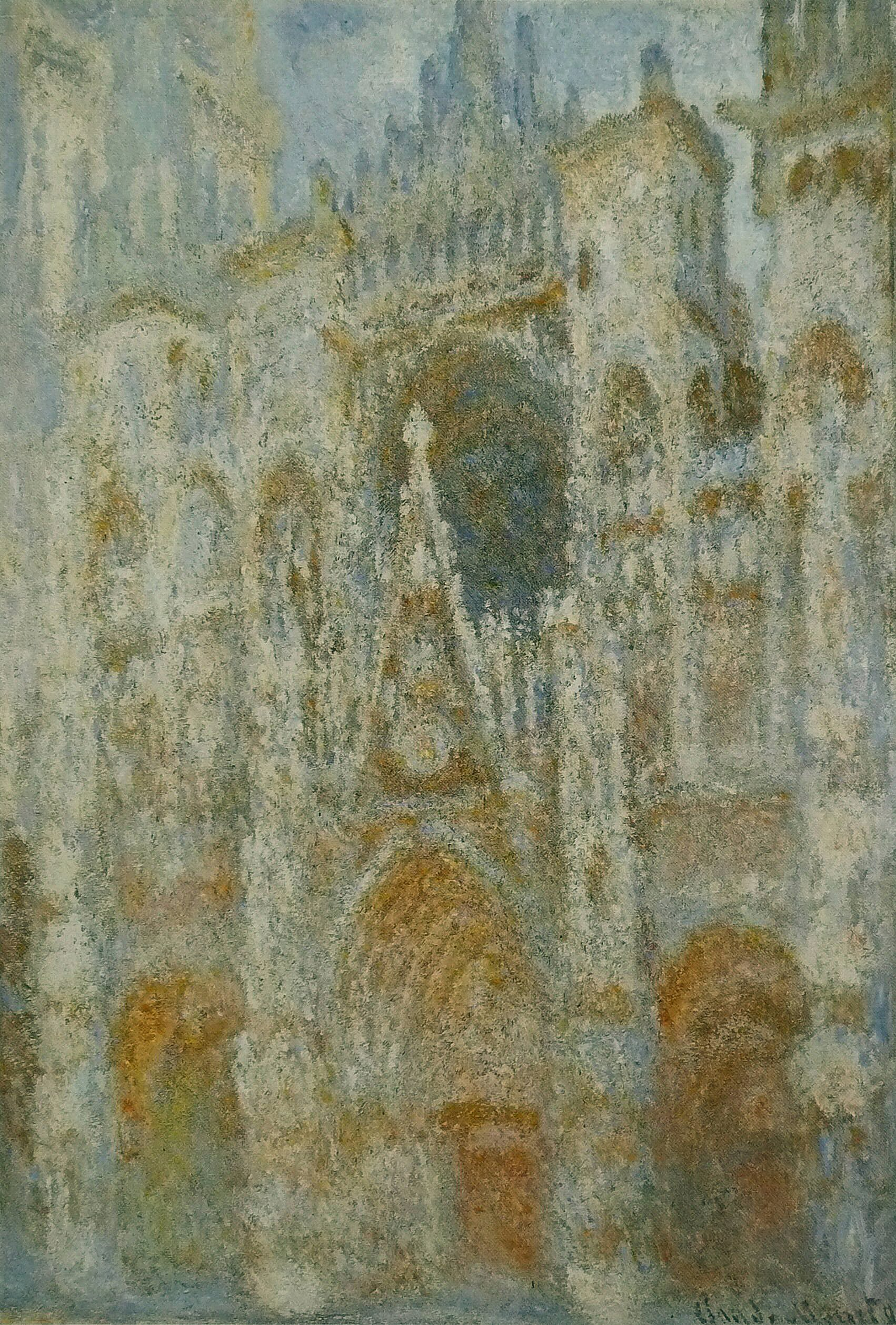
La Cathédrale de Rouen. Le portail, soleil matinal; harmonie bleue, 1892-1893. Musée d'Orsay de París.
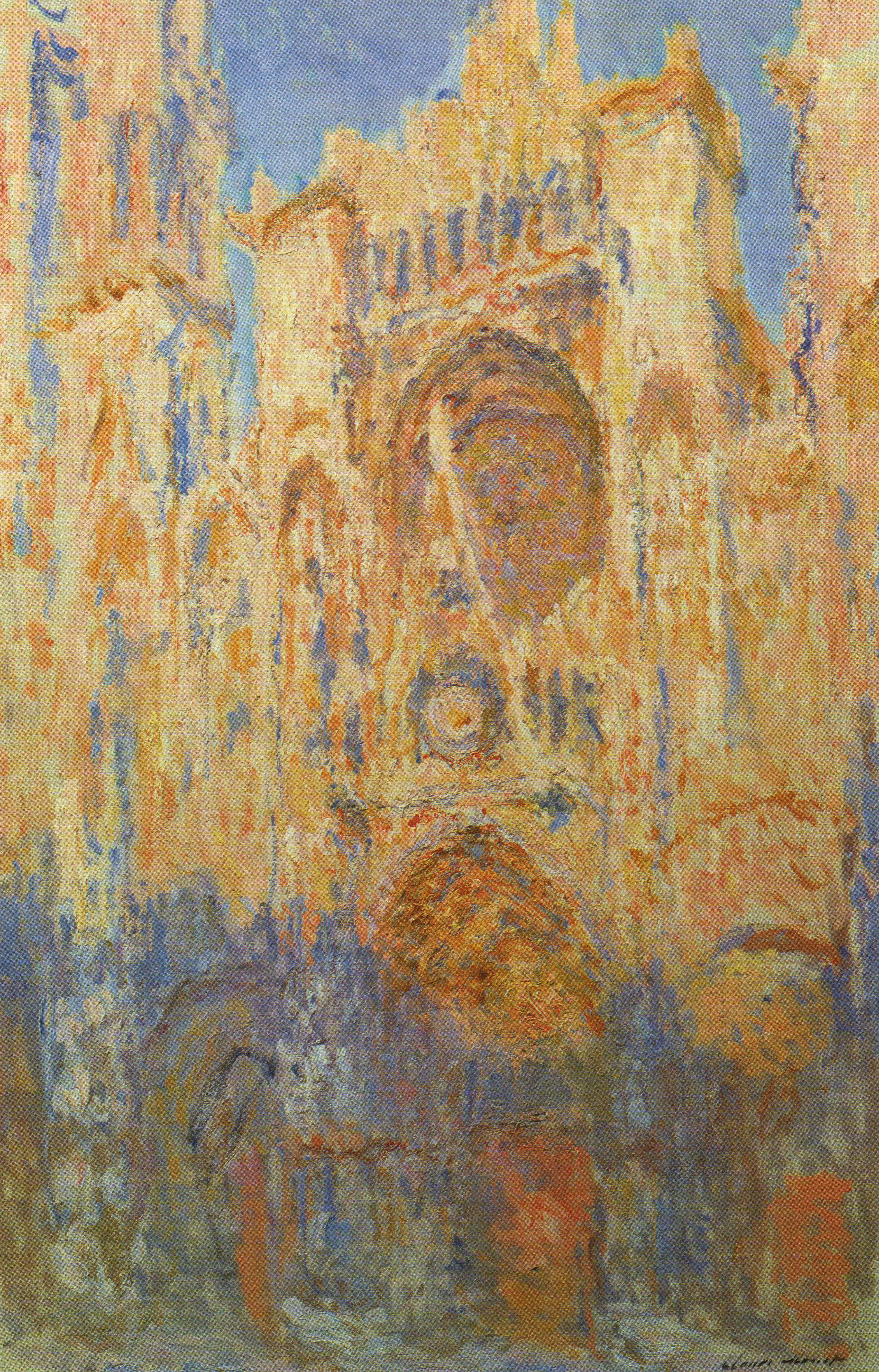
Rouen Catedral, Facade (sunset), harmonie dins or i blau, 1892-1894. Musée Marmottan Monet de París.

Robert Pelfrey, a Art and Mass Media, va escriure:
| «                                    | En centrar-se en el mateix tema a través de tota una sèrie de pintures, Monet va poder concentrar-se en l'enregistrament de les sensacions visuals. Els subjectes no van canviar però les sensacions visuals, a causa del canvi de les condicions de llum, van canviar constantment. | » |
| — Robert Pelfrey, Art and Mass Media | |   |

La sèrie de la catedral no va ser la primera sèrie de pintures de Monet sobre mateix tema però sí la més exhaustiva. El tema representava un canvi, en tant que abans d'aquesta sèrie Monet havia pintat sobretot paisatges. La catedral li va permetre ressaltar la paradoxa entre una estructura aparentment permanent, sòlida, i la llum en constant canvi que juga contínuament amb la nostra percepció. Hi va haver trucades perquè l'Estat comprés tota la sèrie i les exhibís en conjunt però no es van tenir en compte i la sèrie es va dividir.

## Tècnica
Pintar la catedral era una tasca difícil, fins i tot per a Monet. Michael Howard, a la seva Encyclopedia of Impressionism, va escriure:
| «                                               | Com sempre, les imatges li van suposar dificultats intenses, que el van llençar a la desesperació. Va tenir malsons vívids de la catedral en diversos colors: rosa, blau i groc - que li queien... [Monet va escriure:] 'Les coses no avancen gaire, principalment perquè cada dia descobreixo alguna cosa que no havia vist el dia abans… Finalment, estic intentant fer l'impossible.' | » |
| — Michael Howard, Encyclopedia of Impressionism | |   |

Monet va comprovar que allò que s'havia proposat pintar —la llum— era una cosa gairebé impossible de copsar per la seva naturalesa canviant i la seva extrema subtilesa. Tanmateix, el va ajudar la seva capacitat per capturar l'essència d'una escena ràpidament, que més tard acabava amb un esbós combinat amb la seva memòria de l'escena. Per a aquestes pintures va utilitzar capes gruixudes de pintura amb molta textura, expressives de la naturalesa intrínseca al tema. Paul Hayes Tucker, a Claude Monet: Life and Art, va escriure:
| «                                               | La sensibilitat de Monet pels efectes naturals que va observar és un factor que fa que aquestes imatges siguin tan notables; la manera com manipula el seu mitjà també contribueix a la seva majestuositat. Les superfícies d'aquests llenços estan literalment revestits de pintura que Monet va construir a capa sobre capa com la maçoneria de la pròpia façana. | » |
| — Paul Hayes Tucker, Claude Monet: Life and Art | |   |

El subtil teixit de colors, l'aguda percepció de l'artista i l'ús de la textura serveixen per crear una sèrie d'imatges brillants a la llum i el color, obres mestres dignes de la grandiositat del tema escollit per Monet.

## Galeria

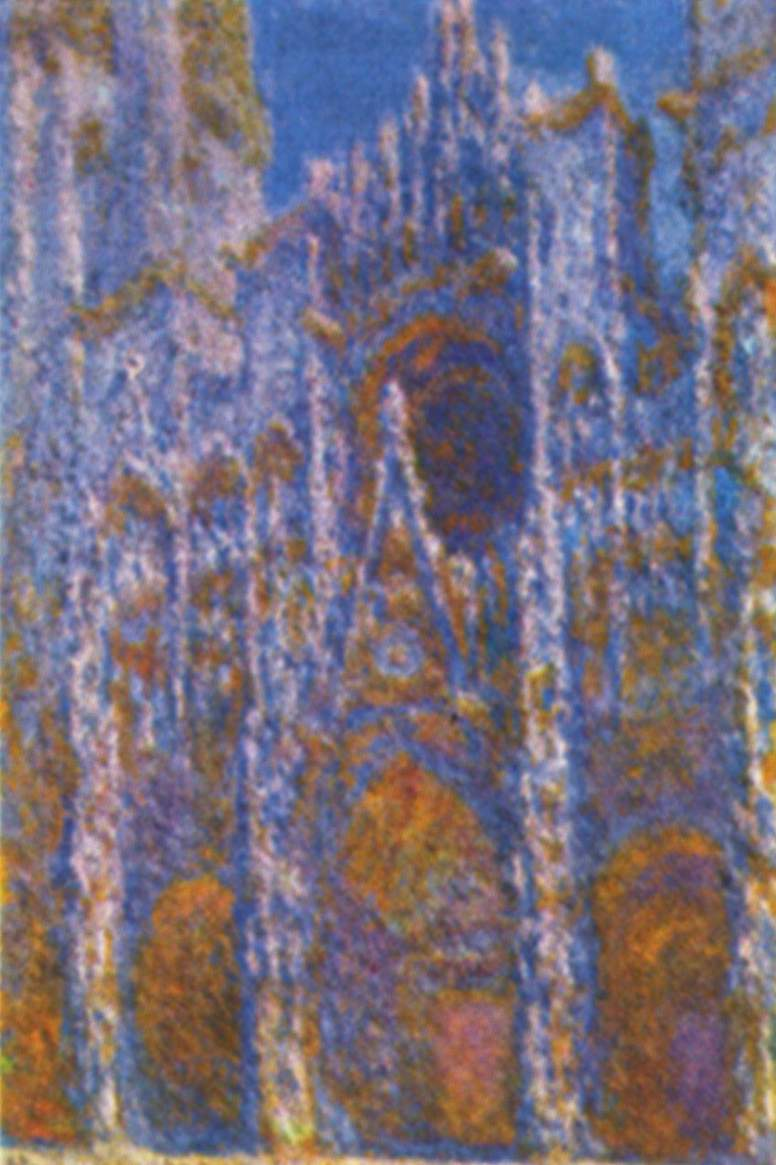
El portal i la torre del sant-romain a sol de matí. Harmonia en Blau, 1893. Musée d'Orsay de Paris.
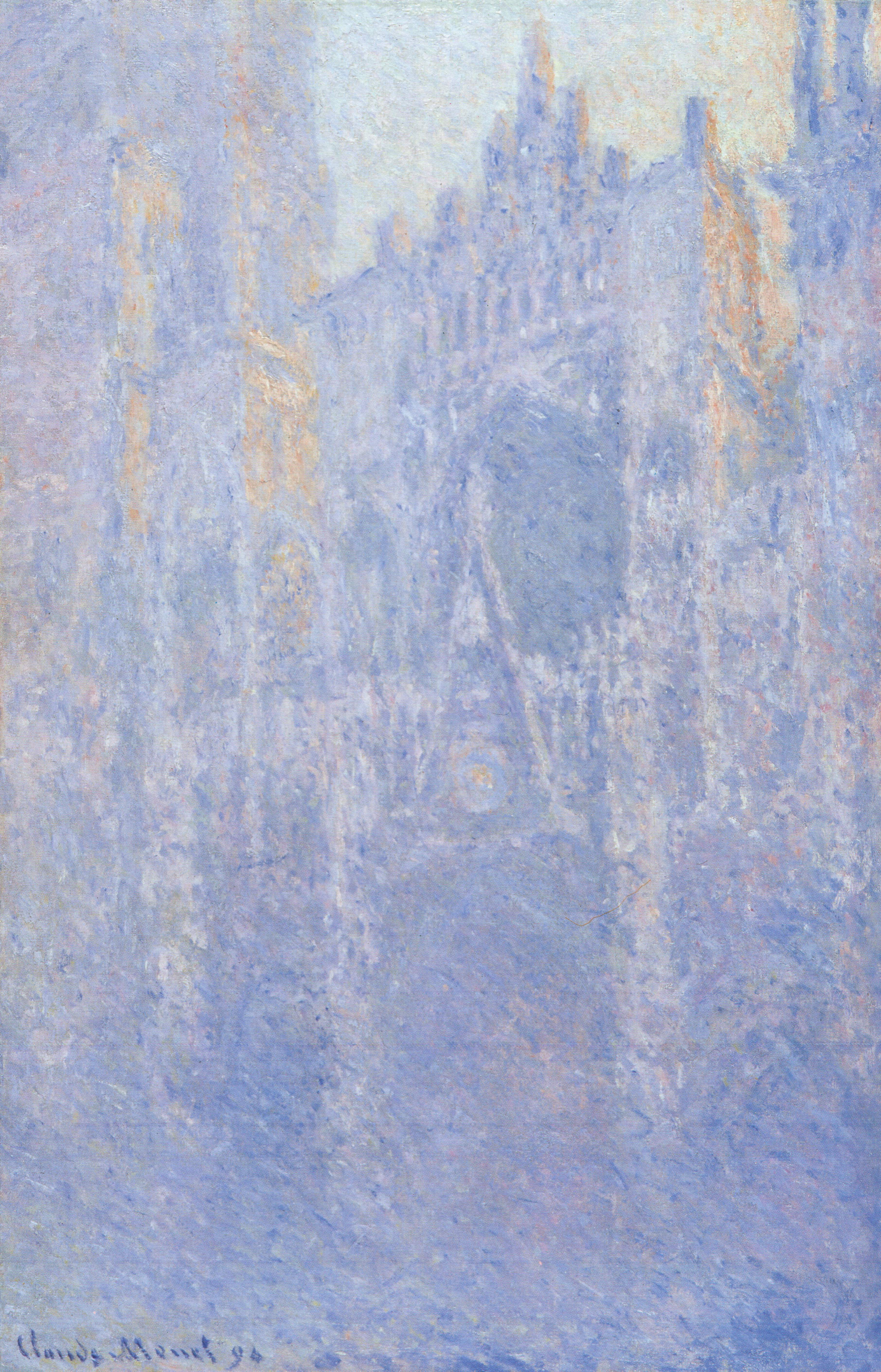
Catedral de Rouen, façana, efecte de matí, 1892-1894. Folkwang Museum d'Essen.
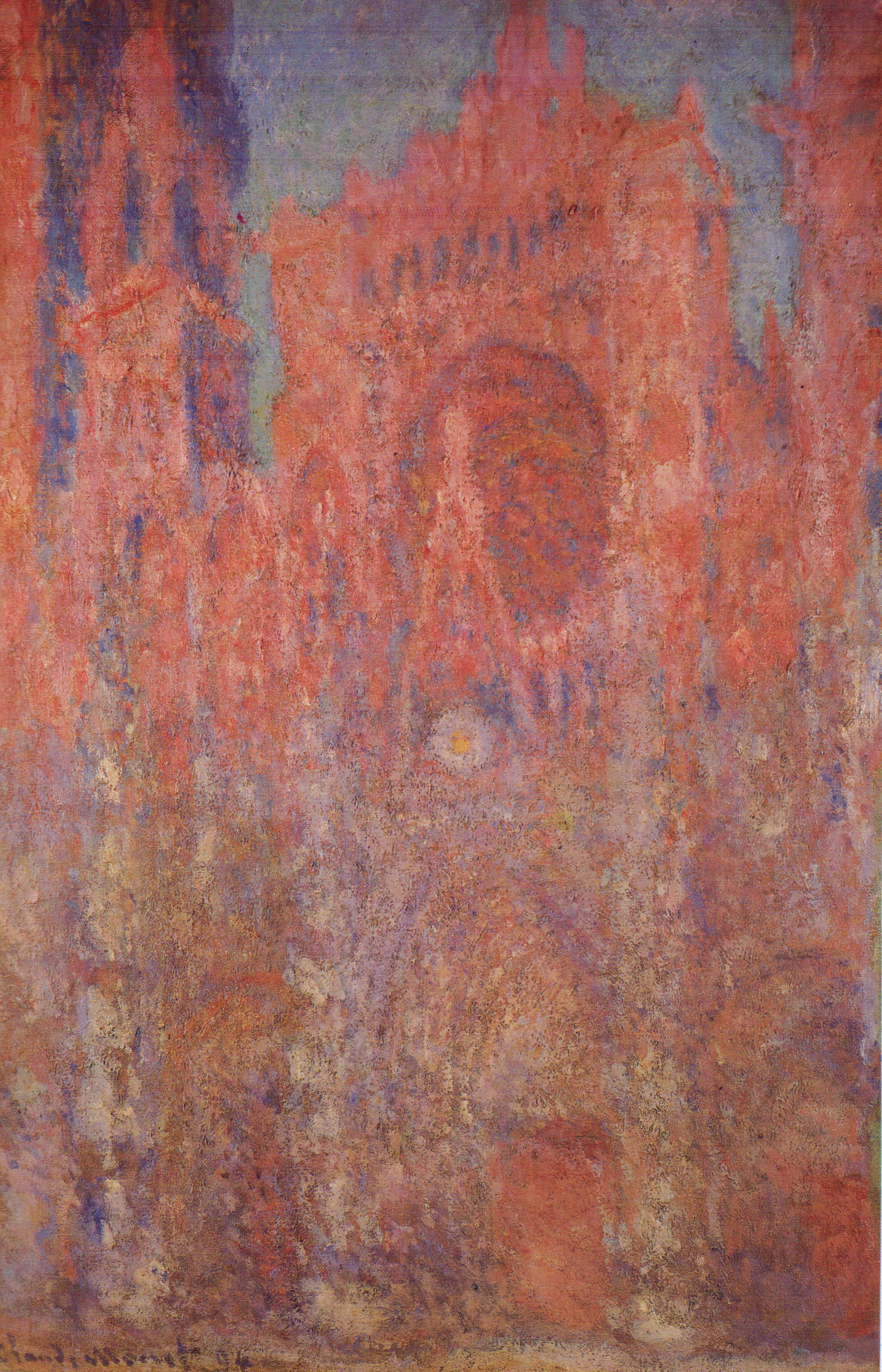
Catedral de Rouen, façana, 1892-1894. Museu d'Art Pola de Hakone, Japó.
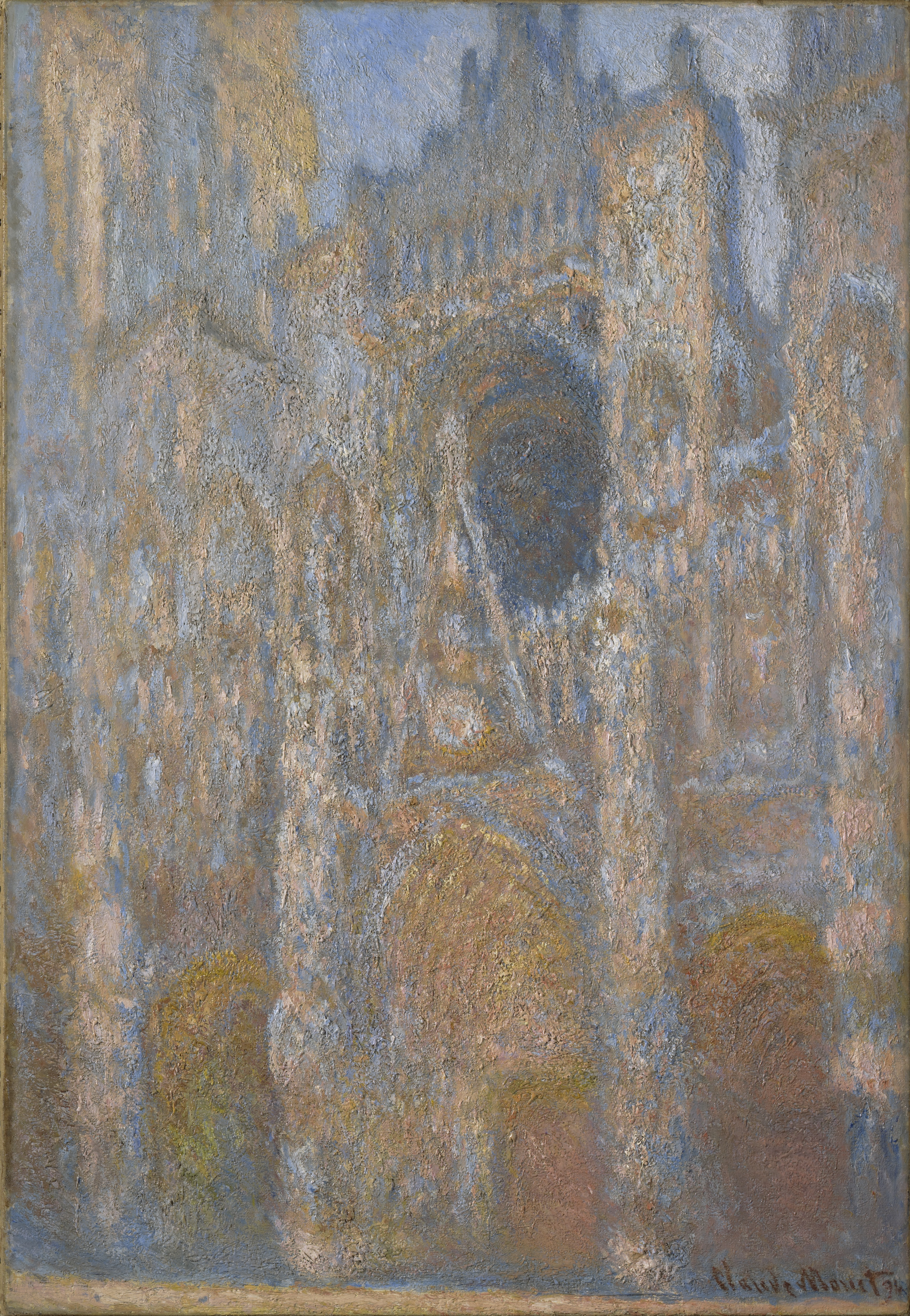
Catedral de Rouen, façana amb llum solar, 1894. Clark Art Institute Williamstown.
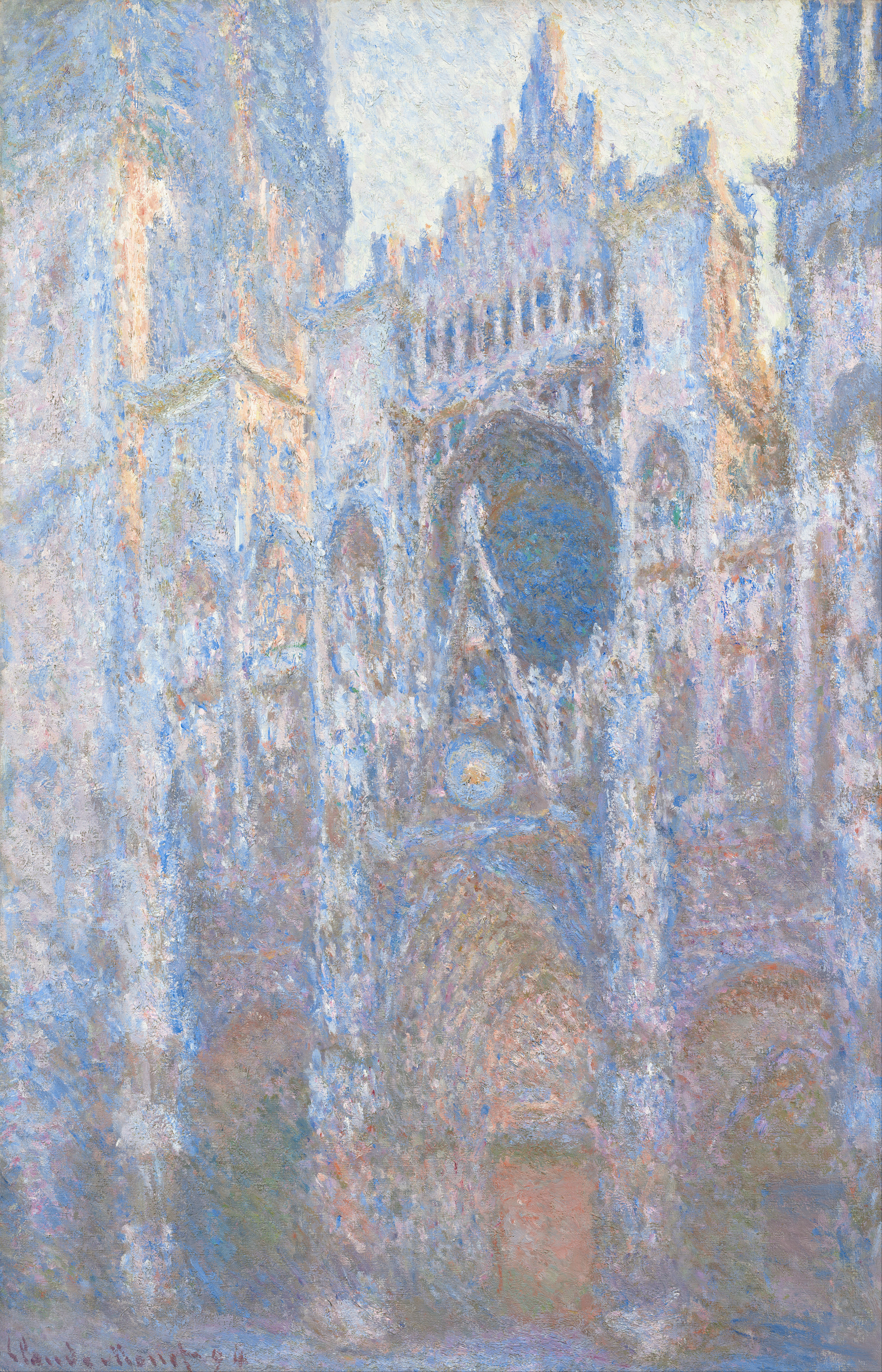
Catedral de Rouen, façana oest, 1894, Galeria Nacional d'Art.
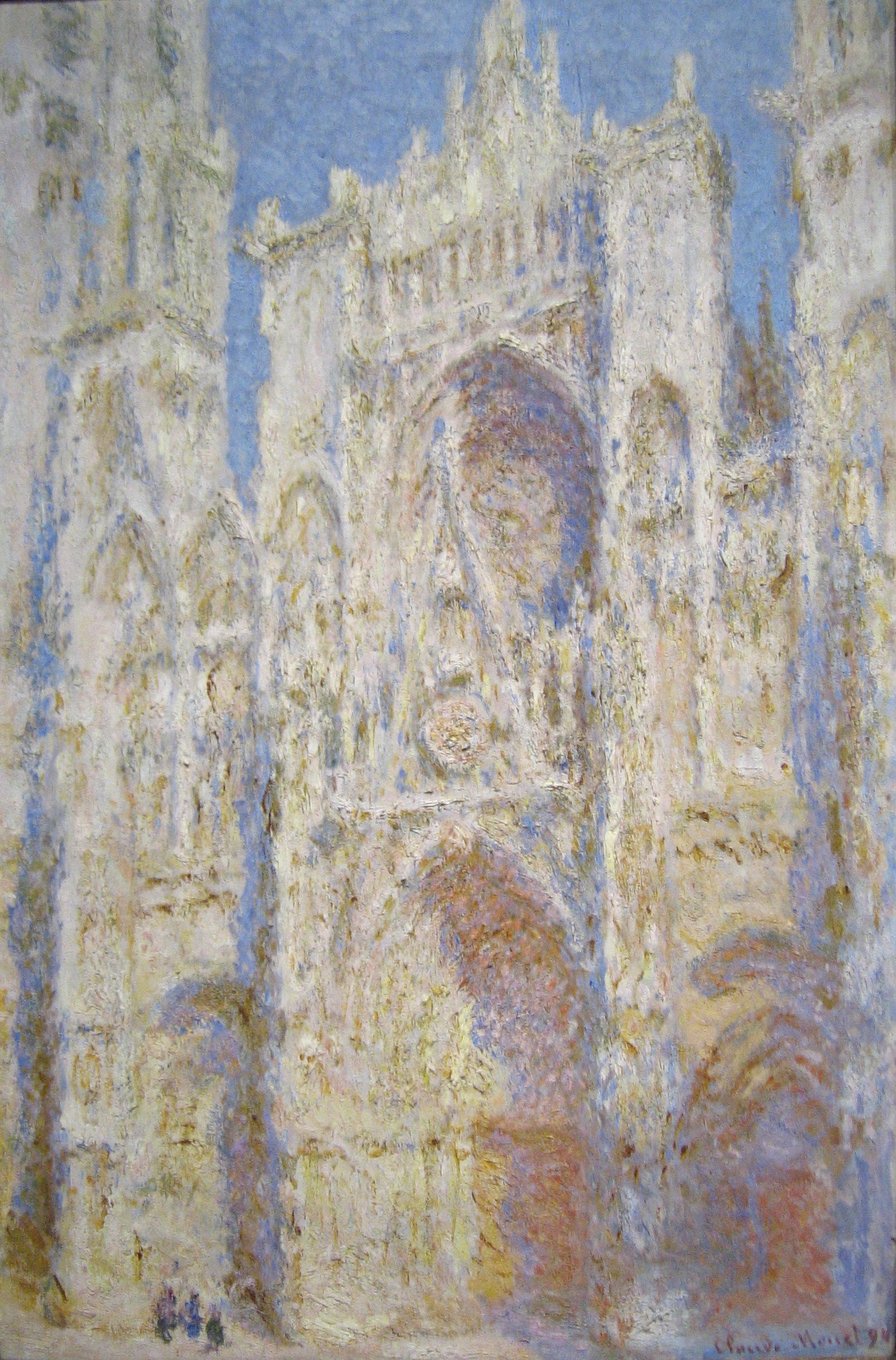
Catedral de Rouen, façana oest, llum solar, 1894. Galeria Nacional d'Art
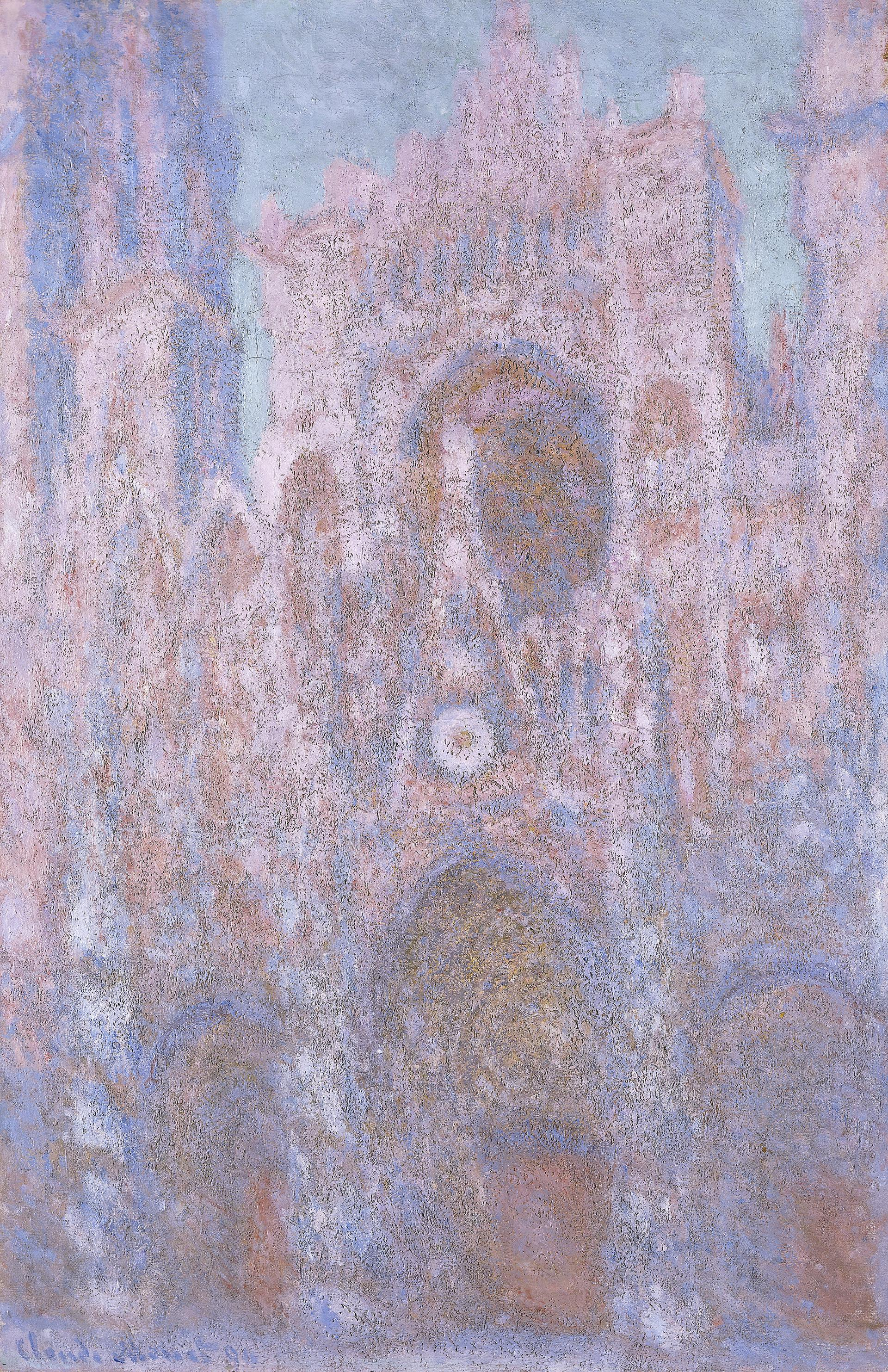
Catedral de Rouen, sol ponent, Simfonia en gris i rosa, 1894. Museu Nacional Cardiff.
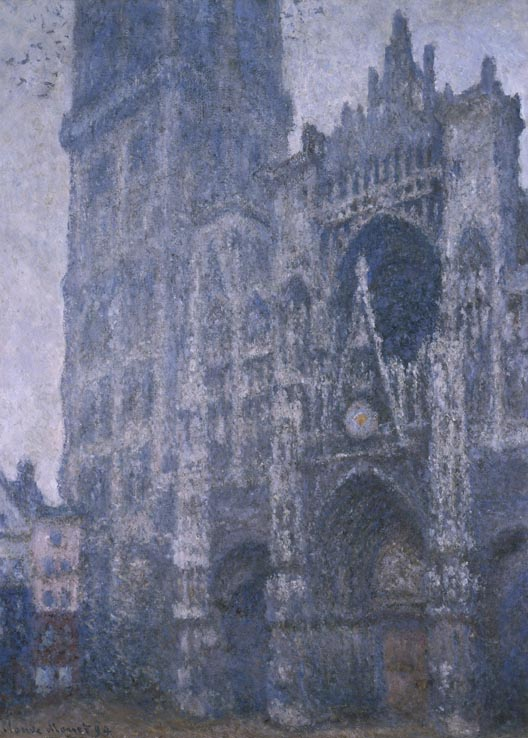
Catedral de Rouen, façana i costat d'Albane. Temps gris, 1894. Musée des Pretendents-Arts de Rouen.
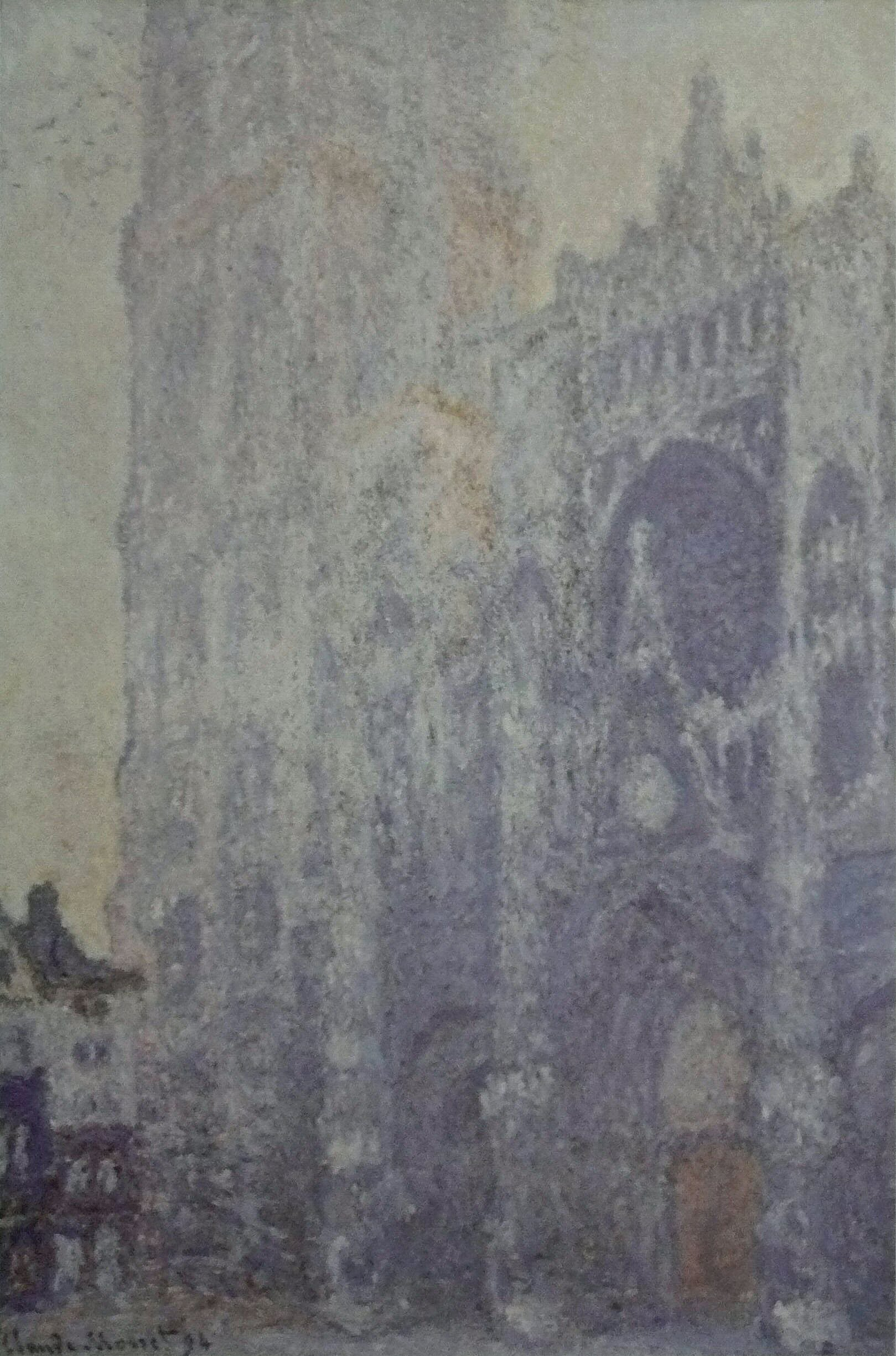
La Cathédrale de Rouen. Le portail et la Sant de gira-Romain, effet du matin, Harmonie blanche, 1892-1893. Musée d'Orsay de París.
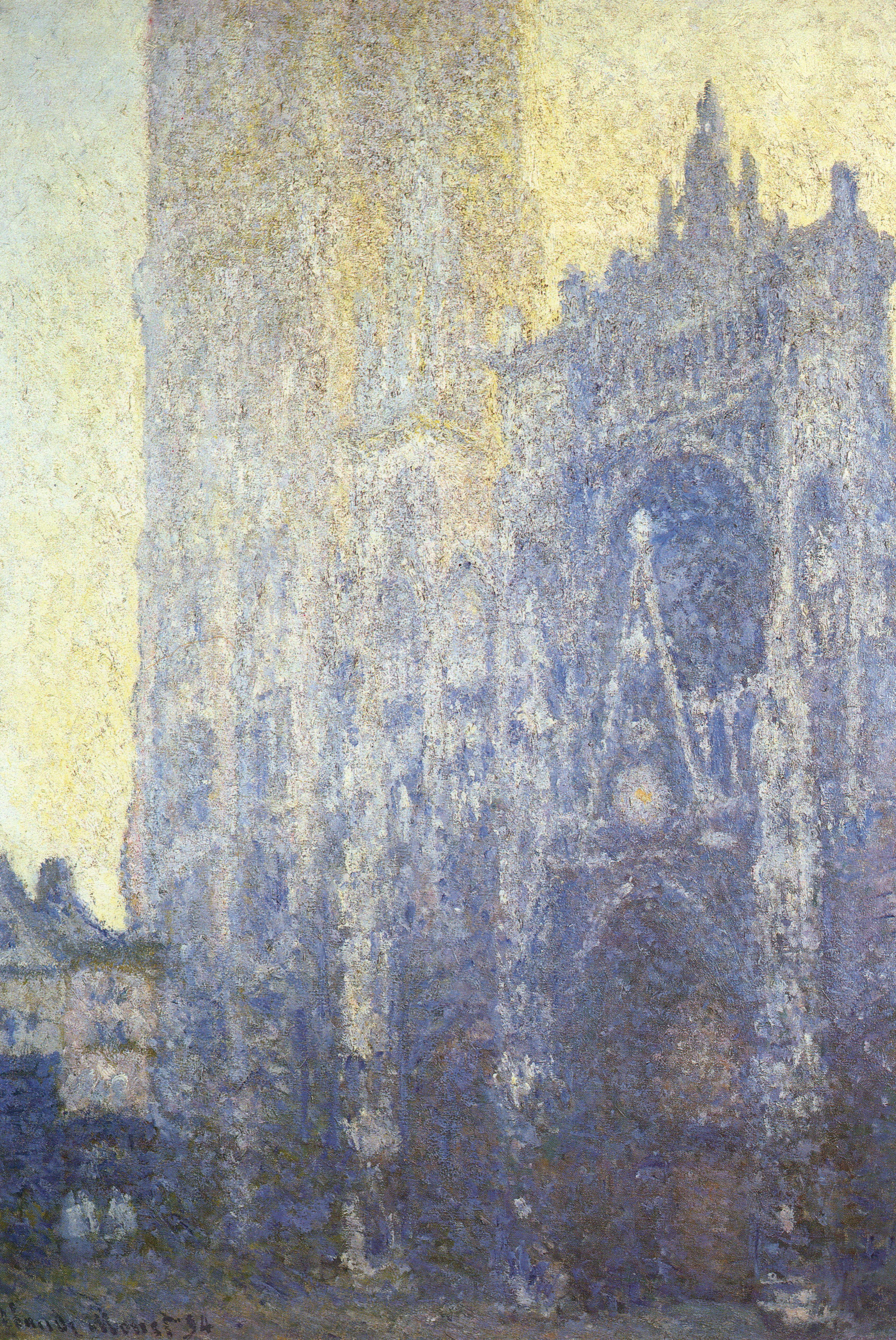
Catedral de Rouen, façana i costat d'AlbaneI, dia gris, 1892-1894. Beyeler Museum Riehen.
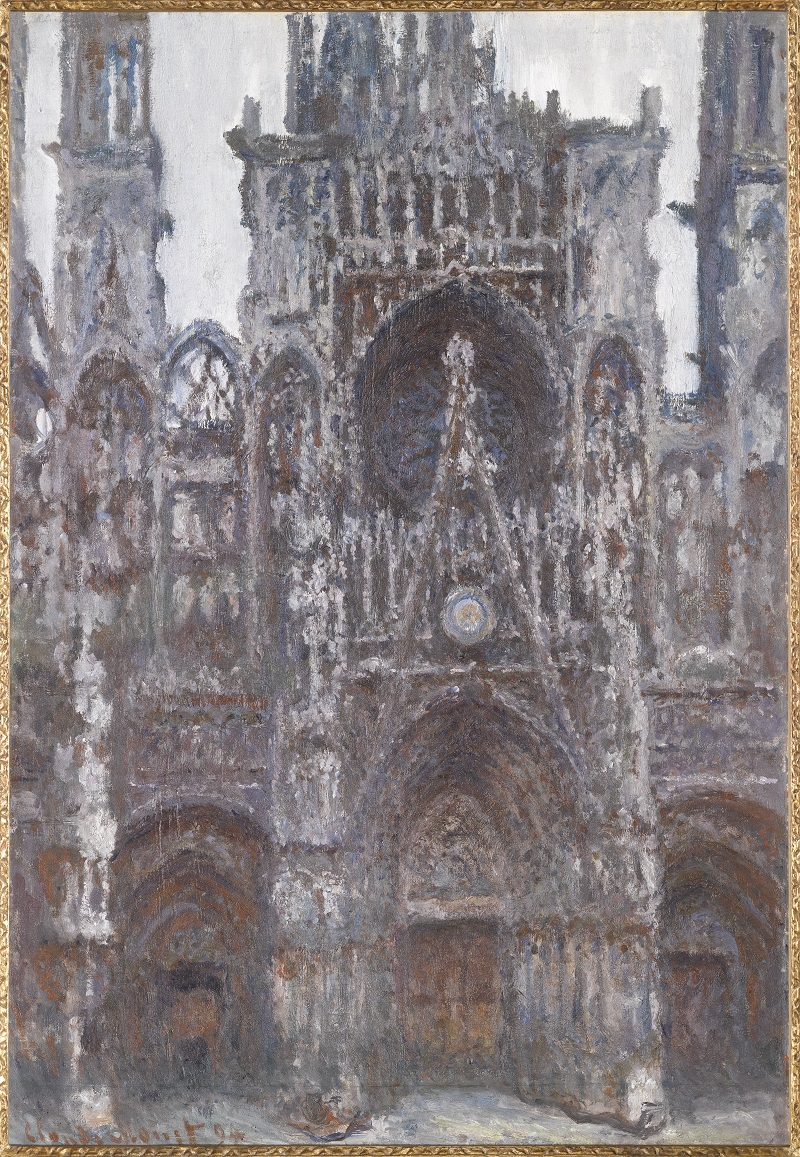
Catedral de Rouen, portal oest, dia gris, 1892. Musée d'Orsay de París.

## Exposicions
El 2018 la National Gallery de Londres va exposar cinc pintures de la sèrie en una mateixa sala, amb motiu d'una exposició temporal titulada Monet & Architecture, dedicada a l'ús de l'arquitectura com a mitjà de Claude Monet per estructurar i animar el seu art. Va ser una oportunitat rara perquè cap museu posseeix ni exposa més de tres de les obres de la sèrie en una col·lecció permanent.
Les cinc pintures exposades procedien de les col·leccions següents:
- Museu nacional Cardiff
- Klassik Stiftung Weimar
- Museu d'Arts Bons
- Fundació Beyeler
- Col·lecció privada no divulgada